# Anisodes recusataria
Anisodes recusataria är en fjärilsart som beskrevs av Walker 1862. Anisodes recusataria ingår i släktet Anisodes och familjen mätare. Inga underarter finns listade i Catalogue of Life.